# Cybianthus longifolius
Cybianthus longifolius är en viveväxtart som beskrevs av Friedrich Anton Wilhelm Miquel. Cybianthus longifolius ingår i släktet Cybianthus, och familjen viveväxter. Inga underarter finns listade i Catalogue of Life.